# NGC 6701
NGC 6701 este o galaxie situată în constelația Dragonul. A fost descoperită în 6 august 1883 de către Lewis A. Swift. Se află la o distanță de 56,2 de megaparseci de Pământ.